# روي إل. جونسون
روي إل. جونسون (بالإنجليزية: Roy L. Johnson)‏ هو ضابط أمريكي، ولد في 18 مارس 1906 في يونيس في الولايات المتحدة، وتوفي في 20 مارس 1999 في فرجينيا بيتش في الولايات المتحدة.